# Саркісян Армен Нагапетович
Армен Нагапетович Саркісян, позивні «Армен», «Армен Горлівський» (20 вересня 1978 , Горлівка, Донецька область  — 3 лютого 2025 , Москва ) — український кримінальний авторитет, колаборант. Засновник та командир батальйону спеціального призначення «АрБАТ» добровольчого батальйону «Дика дивізія Донбасу» ДНР.

## Життєпис
Народився Армен Саркісян у Єревані в 1978 році. Проте через кілька років переїхав до Горлівки, де прожив до 2014 року. У підлітковому віці захоплювався боксом.
Після повноліття Саркісян почав збирати бригаду боксерів, щоб контролювати місцевий бізнес. Батько Нагапет Саркісян пояснив йому, що ринок Горлівки давно поділений між місцевими бандами та їхні лідери не потерпіли б конкурента, і порадив приєднатися до сильної бригади (а саме, до бригади Олександра Батуріна з Єнакієвського ОЗУ). Це Саркісян-молодший і зробив. Лідер Єнакієвського організованого злочинного угруповання Батурін прийняв хлопця в свої ряди.

## Під час Революції Гідності
Підтримав початок російської війни на Донбасі, очолював «федерацію боксу ДНР», з 2014 року перебував у розшуку МВС України.
Згідно з опублікованою Генеральним прокурором України Віталієм Яремою в лютому 2015 року інформацією в справі вбивства журналіста газети «Вести» В'ячеслава Веремія, Армен Саркісян під керівництвом МВС Віталія Захарченка та керівника служби тилового забезпечення Павла Зінова, безпосередньо через помічника народного депутата України Юрія Іванющенка створив злочинну організацію, перед якою було завдання не пускати мітингувальників Майдану, щоб вони не піднімалися по вулиці Михайлівській. Представники саме цієї злочинної організації розстрілювали мітингувальників впритул 20 лютого 2014 року.
19 січня 2014 року тітушки Саркісяна були причетні до розгону Євромайдану у Донецьку. Командував ним давній друг сім'ї Саркісян, керівник Донецької обласної спільноти вірмен та підприємець з Горлівки Гагік Агавелян.
Окрім того, у розпал Революції гідності гвардія тітушок Саркісяна охороняла офіс Юрія Іванющенка у Києві, який знаходився у той час на Рильському провулку, 4.

## Під час повномасштабного вторгнення РФ до України
21 лютого 2022 рок кілька джипів Саркісяна, його охорони та близьких людей з нульовими номерами були помічені на адміністративній межі так званої «ДНР» з Росією.
За свідченнями колишнього керівника військової адміністрації Зайцевого Володимира Вєсьолкіна, повномасштабне вторгнення Саркісян зустрів у Києві, з соратниками зробив підроблені документи і чекав на російську армію в столиці, щоб захоплювати комерційні підприємства. Але після невдалого наступу ЗС РФ Саркісян втік із Києва.
Під час окупації росіянами Херсону Саркісян вимагав у представниці окупаційної адміністрації Катерини Губарєвої передати йому контроль над різними підприємствами.
У вересні 2022 року Саркісян створив батальйон «АрБат», куди набирав здебільшого ув'язнених із колоній на тимчасово окупованих росіянами територіях України. Для вербування в'язнів, ФСБ призначила Саркісяна «смотрящим» за тюрмами на захоплених територіях. Спочатку «АрБАТ» воював на Торецькому напрямку, а згодом угруповання перекинули в Курську область для штурму українських позицій.
За його ж словами, «вірменський» батальйон отримав структурніший характер після включення до складу Міністерства оборони Росії, заключивши контракт 1 липня 2024 року. Очолював батальйон колишній боєць ПВК «Вагнер» Айк Гаспарян.
За час повномасштабної війни, бійці батальйону брали участь у боях на Торецькому напрямку та в Курській області.

## Розслідування
В грудні 2024 року СБУ оголосила заочно Саркісяну про підозру за статтями ККУ:
- ч. 7 ст. 111-1 (добровільна участь в незаконних збройних чи воєнізованих формуваннях чи надання таким формуванням допомоги у веденні бойових дій проти ЗСУ);
- ч. 3 ст. 28, ч. 1 ст. 111-2 (пособництво державі-агресору, вчинене організованою групою осіб за попередньою змовою).

## Ліквідація
Був ліквідований у Москві 3 лютого 2025 року внаслідок вибуху. Вибуховий пристрій могли покласти під диван у залі ЖК «Алые Паруса» та застосувати дистанційно. Вибухівка спрацювала, коли Саркісян виходив з ліфту. Внаслідок вибуху він отримав поранення голови та грудей, пережив клінічну смерть, втратив ліву стопу, його підключили до ШВЛ. Того ж дня у реанімації без свідомості. Попередня причина — осколкове поранення грудей у районі серця.

## Власність
Після окупації Горлівки ЗС РФ 2014 року, Армен володів кількома розважальними центрами та ресторанами у місті:
- Нічний клуб «Зефір» (не працює з часів пандемії COVID-19);
- Ресторан «Гостинний двір»;
- Ресторан «Три берізки»;
- Кав'ярня «Сундук»;
- Готель «Еллада»;
- «ДонМак» (горлівська філія фейкового «МакДональдсу» на окупованій росіянами частині Донеччини);
- Новинний сайт Горлівки «06242»;[19]
- Газета «Горлівський експрес» (закрита у 2014 році).